# Sedayulawas
Sedayulawas is een bestuurslaag in het regentschap Lamongan van de provincie Oost-Java, Indonesië. Sedayulawas telt 13.958 inwoners (volkstelling 2010).